# The Ice Pirates
 The Ice Pirates és una pel·lícula estatunidenca dirigida per Stewart Raffill, estrenada el 1984.

## Argument
Paròdia de les pel·lícules La guerra de les galàxies, Mad Max i Alien, és una obra genuïna, amb lluites d'espases, explosions, robots, monstres, etc. En el futur, l'aigua és la substància més valuosa. La vida a la Terra ja no depèn de l'aigua, i no és que no sigui necessària, és que amb prou feines n'hi ha. La terra s'ha convertit en un món desèrtic on una mica d'aigua val més que les riqueses d'abans. Per ella es maten els homes i per ella es realitzen estranyes aliances: Una princesa s'uneix a uns pirates de l'espai a fi que l'ajudin a trobar el seu pare desaparegut, que estava buscant el líquid tan anhelat en altres llocs de la galàxia i que havia trobat informació perillosa pels governants. Per a aquests bucaners no és missió difícil, ja que estan acostumats a reptes impossibles, com apropiar-se de grans blocs de gel, allà on els trobin, per proveir-se de l'aigua tan necessària. Entre la princesa Karina i el líder pirata Jason sorgirà una intensa història d'amor.

## Repartiment
- Robert Urich: Jason
- Mary Crosby: la princesa Karina
- Michael D. Roberts: Roscoe
- Anjelica Huston: Maida
- John Matuszak: Killjoy
- Ron Perlman: Zeno
- John Carradine: el comandant suprem
- Natalie Core: Nanny
- Jeremy West: Zorn
- Bruce Vilanch: Wendon
- Alan Caillou: el comte Paisley
- Marcia Lewis: Frog Lady
- Daryl Keith Roach: Fitzcairn / un presoner
- Robert Symonds: Lanky Nibs
- Gary Brockette: Percy el robot
- Hank Worden: Elderly Jason

## Al voltant de la pel·lícula
- El rodatge s'ha desenvolupat a Los Angeles, Santa Clarita i Vernon.
- Alguns plans de la ciutat futurista són procedents de Logan's Run (1976).
- Destacar una petita aparició de Max von Sydow.